# Segugio.it
Segugio.it è una società che opera come sito web di comparazione e intermediazione online di assicurazioni, prodotti finanziari - prestiti, mutui, conti correnti e conti deposito - e servizi quali tariffe per internet casa e telefonia mobile e tariffe per utenze gas ed energia elettrica.
Il sito e il marchio omologhi sono gestiti dalla società Segugio.it S.r.l., controllata da Moltiply Group.

## Storia
La piattaforma nasce nel 2012, quando Moltiply Group (ex. Gruppo MOL) ha consolidato diversi siti di comparazione preesistenti - CercAssicurazioni.it, ConfrontaConti.it, PrestitiOnline.it e MutuiOnline.it - sotto un unico sito ombrello di comparazione multiprodotto.
Nel 2013 Segugio.it è stato introdotto al mercato italiano attraverso una campagna pubblicitaria nazionale.
Sempre nel 2013, il sito ha ampliato i propri servizi includendo la comparazione delle tariffe per internet in casa e successivamente, per energia elettrica e gas.
A seguito dell'acquisizione di SOStariffe.it da parte di Moltiply Group nel novembre 2020, Segugio.it ha esteso i suoi servizi di comparazione anche alle tariffe per la telefonia mobile nel 2021.
Nel maggio 2024 ha aggiunto la comparazione dei preventivi per l'installazione di impianti fotovoltaici per l’efficientamento energetico domestico. Sempre nel 2024, Segugio.it è diventato parte di Mavriq, marchio istituzionale che identifica tutte le società di Moltiply Group attive nel settore della comparazione e intermediazione di prodotti e servizi finanziari in Italia, Francia, Spagna, Olanda e Messico.
Nel marzo 2025, Moltiply Group ha acquisito Verivox, consolidando ulteriormente la sua presenza nel settore della comparazione online attraverso un'espansione strategica nel mercato tedesco.

## Attività
Segugio.it offre servizi di comparazione di prodotti assicurativi (quali RC Auto e moto), prodotti finanziari e tariffe per utenze quali internet fisso e mobile, energia elettrica e gas.

## Organizzazione
L’organizzazione di Segugio.it si avvale di una struttura dirigenziale con competenze trasversali nei settori della tecnologia, dei servizi finanziari, delle assicurazioni e del marketing digitale.
I fondatori del gruppo MutuiOnline (oggi Moltiply Group), Marco Pescarmona e Alessandro Fracassi, contribuiscono alla definizione delle strategie di crescita e di posizionamento del brand nel mercato dei comparatori online.
Alla guida operativa di Segugio.it c’è Alessio Santarelli, che ricopre il ruolo di CEO e vanta un’esperienza consolidata nella gestione di piattaforme digitali orientate al credito al consumo e ai servizi finanziari per i privati.
Emanuele Anzaghi, vicepresidente, contribuisce allo sviluppo dei servizi legati alla comparazione delle assicurazioni e all’ampliamento dell’offerta nel segmento assicurativo.
La comunicazione e il marketing sono affidati a Nicoletta Papucci, Chief Marketing Officer, responsabile delle strategie di marketing digitale, volte a rafforzare la visibilità e il riconoscimento di Segugio.it presso il pubblico.